# Desportivo Militar 6 De Setembro
O Desportivo Militar 6 de Setembro é um clube multiesportes da Santana na Ilha de São Tomé de São Tomé e Príncipe.  O clube ganhou o único título insular e national e dois título de taças.  As cores do emblem e equipamento principal são o verde e janela.

## Títulos
- Campeonato de São Tomé e Príncipe: 1
  - 1988
- Taça Nacional de São Tomé e Príncipe: 2
  - 1989, 2010[2]
- Liga Insular de São Tomé: 1

1988

## Futebol

### Palmarés
| Escalão | Nº Presenças | Títulos | Melhor Classificação |
| I       | 1            | 1       | Campeão              |
| II      | -            | 1       | Campeão              |

### Classificações regionais

#### Regionais
| Temporada | Div | Pos | Pts    | J  | V  | E | D  | G.M. | G.S. | Diff. |
| 2011      | 2   | 3   | 39 pts | 21 | 11 | 6 | 4  | 39   | 19   | +20   |
| 2012      | 2   | 10  | 17 pts | 18 | 4  | 3 | 11 | 24   | 39   | -14   |
| 2013      | 3   |     | -      | 18 | -  | - | -  | -    | -    | -     |
| 2014      | 4   |     | -      | 18 | -  | - | -  | -    | -    | -     |